# Nik Zupančič
Nik Zupančič (ur. 3 października 1968 w Lublanie) – słoweński hokeista, reprezentant Jugosławii i Słowenii, trener.

## Kariera
Nik Zupančič karierę rozpoczął w 1984 roku w Olimpiji Lublana, w której występował pięciokrotnie (1984–1987, 1988–1996, 2001, 2005–2006, 2007–2009) oraz odnosił największe sukcesy w swojej karierze: wicemistrzostwo Jugosławii 1991, czterokrotnie zajął 3. miejsce w ekstraklasie jugosłowiańskiej (1985, 1986, 1987, 1990), trzykrotne mistrzostwo Słowenii (1995, 1996, 2001), pięciokrotne wicemistrzostwo Słowenii (1992, 1993, 1994, 2008, 2009), zajął 3. miejsce w ekstraklasie słoweńskiej 2006, wicemistrzostwo Austrii 2008, zdobył Puchar Jugosławii 1987, trzykrotnie Puchar Słowenii (1994, 1996, 2001), zajął 3. miejsce w Pucharze Konfederacji 1995 oraz zdobył mistrzostwo Interligi 2001.
Reprezentował również: Medveščak Zagrzeb (1987–1988 – Puchar Jugosławii 1988), HK Bled (1996–1997 – 3. miejsce w ekstraklasie słoweńskiej 1997), austriacki VEU Feldkirch (1997–1999 – 94 mecze,79 punktów (43 gole, 36 asyst)), z którym zdobył Mistrzostwo Austrii, 1998, zajął 3. miejsce w Österreichische Eishockey-Liga 1999, wygrał rozgrywki Europejskiej Hokejowej Ligi 1998 oraz dwukrotnie zdobył mistrzostwo Alpenligi (1998, 1999), a także fiński JYP (1999–2000 – 52 mecze, 30 punktów (12 goli, 18 asyst)), szwedzki Timrå IK (2000–2001 – 47 meczów, 10 punktów (9 goli, 1 asysta)), HK Jesenice, z którym w sezonie 2001/2002 rozegrał łącznie 25 meczów ligowych, w których łącznie zdobył 58 punktów (23 gole, 35 asyst), spędził 31 minut na ławce kar oraz wywalczył wicemistrzostwo Słowenii 2002 oraz został królem strzelców (19 goli), najlepszym asystentem (22 asysty) i zarazem najlepszym punktującym ekstraklasy słoweńskiej (41 punktów).
Potem reprezentował barwy austriackich klubów: dwukrotnie EHC Lustenau (2002–2003 i 2003–2005 – 106 meczów, 199 punktów (92 gole, 107 asyst)), EC Dornbirn (2003 – 1 mecz), EV Zeltweg (2006–2007 – 32 mecze, 75 punktów (32 mecze, 43 asysty)) oraz w sezonie 2009/2010 klub Oberligi austriackiej – EC Weiz, w którym rozegrał 20 meczów, zdobył 33 punkty (15 goli, 18 asyst)), spędził 14 minut na ławce kar, po czym w wieku 41 lat zakończył sportową karierę.

## Kariera reprezentacyjna
Nik Zupančič z reprezentacji Jugosławii U-18 rozegrał 12 meczów, w których zdobył 35 punktów (25 goli, 10 asyst) oraz wystąpił na dwóch turniejach o mistrzostwo świata juniorów (1987 – awans do Grupy B, król strzelców (18 goli), najlepszy punktujący (23 punkty), najlepszy napastnik), 1988).
Z seniorskiej reprezentacją Jugosławii rozegrał 14 meczów, w których zdobył 10 punktów (7 goli, 3 asysty), spędził 12 minut na ławce kar oraz wystąpił na dwóch turniejach o mistrzostwo świata (1989, 1991).
Po rozpadzie Jugosławii w 1992 roku Nik Zupančič rozpoczął występy w reprezentacji Słowenii, w której w latach 1993–2004 rozegrał 66 meczów, w których zdobył 100 punktów (52 gole, 48 asyst), spędził 50 minut na ławce kar oraz brał udział w 11 turniejach o mistrzostwo świata (1993, 1994, 1995, 1996, 1997 – awans do Grupy B, 1998, 1999, 2000 – król strzelców (7 goli), 2001 – awans do Elity, najlepszy w klasyfikacji face-off (76,25%), najlepszy wskaźnik +/- (+16), 2002, 2004 – awans do Elity).

## Kariera trenerska
Nik Zupančič po zakończeniu kariery sportowej rozpoczął karierę trenerską. W latach 2011–2015 był asystentem Matjaža Kopitara w reprezentacji Słowenii, a od lutego 2015 prowadził HDD Jesenice. Po dymisji Kopitara z funkcji selekcjonera, został mianowany nowym selekcjonerem reprezentacji Słowenii, z którą podczas mistrzostw świata I Dywizji Grupy A 2016 rozgrywanych w katowickim Spodku wywalczył awans mistrzostw świata Elity oraz wywalczył w tym samym roku w Mińsku awans do turnieju olimpijskiego 2018 w Pjongczangu, na których był jednak asystentem selekcjonera Kariego Savolainena, gdyż po spadku z Elity na mistrzostwach świata 2017 rozgrywanych we Francji i w Niemczech podał się do dymisji.
W sezonie 2017/2017 ponownie szkolił HDD Jesenice. Następnie w latach 2018–2019 prowadził austriacki VEU Feldkirch, a 20 czerwca 2019 roku został trenerem klubu Polskiej Hokej Ligi – Unii Oświęcim, w którym w sezonie 2019/2020 dotarł do finału Pucharu Polski 2019, w którym Biało-Niebiescy przegrali 2:0 z GKS-em Jastrzębie-Zdrój, a przedwcześnie zakończone z powodu pandemii koronawirusa rozgrywki Polskiej Hokej Ligi 2019/2020, zakończyli na 2. miejscu i uznaniowo zostali wicemistrzami Polski. W trakcie kolejnej edycji PHL 2020/2021 zrezygnował z posady po kolejce z dnia 15 listopada 2020, gdy w trakcie spotkania w Toruniu otrzymał karę meczu za niesportowe zachowanie. W czerwcu 2021 ponownie objął posadę trenera HDD. Na początku lipca 2022 ogłoszono, że ponownie został  trenerem Unii Oświęcim. 23 grudnia 2024 ogłoszono jego odejście z tej z posady

## Statystyki

### Reprezentacyjne
| Rok                | Drużyna            | Turniej            | Miejsce            |    | M  | G  | A   | Pkt | Kary |
| ------------------ | ------------------ | ------------------ | ------------------ | -- | -- | -- | --- | --- | ---- |
| 1987               | Jugosławia U-20    | MŚJ-C              | 1                  | 5  | 18 | 5  | 23  | 0   |      |
| 1988               | Jugosławia U-20    | MŚJ-B              | 6                  | 7  | 7  | 5  | 12  | 0   |      |
| 1989               | Jugosławia         | MŚ-C               | 2                  | 7  | 2  | 3  | 5   | 4   |      |
| 1991               | Jugosławia         | MŚ-B               | 6                  | 7  | 5  | 0  | 5   | 8   |      |
| 1993               | Słowenia           | MŚ-C               | 4                  | 7  | 9  | 9  | 18  | 18  |      |
| 1994               | Słowenia           | MŚ-C               | 5                  | 6  | 4  | 3  | 7   | 6   |      |
| 1995               | Słowenia           | MŚ-C               | 7                  | 4  | 3  | 2  | 5   | 4   |      |
| 1996               | Słowenia           | MŚ-C               | 3                  | 7  | 10 | 4  | 14  | 6   |      |
| 1997               | Słowenia           | MŚ-C               | 1                  | 5  | 3  | 3  | 6   | 0   |      |
| 1998               | Słowenia           | MŚ-B               | 2                  | 7  | 4  | 5  | 9   | 2   |      |
| 1999               | Słowenia           | MŚ-B               | 5                  | 7  | 1  | 2  | 3   | 6   |      |
| 2000               | Słowenia           | MŚ-B               | 7                  | 7  | 7  | 4  | 11  | 0   |      |
| 2001               | Słowenia           | MŚ-DI              | 1                  | 5  | 5  | 11 | 16  | 0   |      |
| 2002               | Słowenia           | MŚ                 | 13                 | 6  | 1  | 3  | 4   | 0   |      |
| 2004               | Słowenia           | MŚ-DI              | 1                  | 5  | 5  | 2  | 7   | 8   |      |
| Ogółem jako junior | Ogółem jako junior | Ogółem jako junior | Ogółem jako junior | 12 | 25 | 10 | 35  | 0   |      |
| Ogółem jako senior | Ogółem jako senior | Ogółem jako senior | Ogółem jako senior | 80 | 59 | 51 | 110 | 62  |      |
| Razem              | Razem              | Razem              | Razem              | 92 | 84 | 61 | 145 | 62  |      |

## Sukcesy

### Zawodnicze
Olimpija Lublana
- Wicemistrzostwo Jugosławii: 1991
- 3. miejsce w ekstraklasie jugosłowiańskiej: 1985, 1986, 1987, 1990
- Mistrzostwo Słowenii: 1995, 1996, 2001
- Wicemistrzostwo Słowenii: 1992, 1993, 1994, 2008, 2009
- 3. miejsce w ekstraklasie słoweńskiej: 2006
- Wicemistrzostwo Austrii: 2008
- Puchar Jugosławii: 1987
- Puchar Słowenii: 1994, 1996, 2001
- 3. miejsce w Pucharze Konfederacji: 1995
- Mistrzostwo Interligi: 2001

Medveščak Zagrzeb
- Puchar Jugosławii: 1988

HK Bled
- 3. miejsce w ekstraklasie słoweńskiej: 1997

VEU Feldkirch
- Mistrzostwo Austrii: 1998
- 3. miejsce w Österreichische Eishockey-Liga: 1999
- Europejska Hokejowa Liga: 1998
- Mistrzostwo Alpenligi: 1998, 1999

HK Jesenice
- Wicemistrzostwo Słowenii: 2002

Reprezentacja Jugosławii U-20
- Awans do mistrzostw świata U-20 Grupy B: 1987

Reprezentacja Słowenii
- Awans do mistrzostw świata Elity: 2001, 2004
- Awans do mistrzostw świata Grupy B: 1997

### Szkoleniowe
Reprezentacja Słowenii
- Awans do mistrzostw świata Elity: 2016
- Awans na igrzyska olimpijskie: 2018

Unia Oświęcim
- Srebrny medal mistrzostw Polski:  2020
- Finał Pucharu Polski: 2019, 2022
- Brązowy medal mistrzostw Polski: 2023
- Mistrzostwo Polski: 2024
- Superpuchar Polski: 2024

HDD Jesenice
- Srebrny medal Alps Hockey League: 2022

### Indywidualne
- Król strzelców mistrzostw świata U-20 Grupy C: 1987 (18 goli)
- Najlepszy punktujący mistrzostw świata U-20 Grupy C: 1987 (23 punkty)
- Najlepszy napastnik mistrzostw świata U-20 Grupy C: 1987
- Król strzelców mistrzostw świata Grupy B: 2000 (7 goli)
- Najlepszy w klasyfikacji face-off mistrzostw świata I Dywizji: 2001 (76,25%)
- Najlepszy wskaźnik +/- mistrzostw świata I Dywizji: 2001 (+16)
- Król strzelców ekstraklasy słoweńskiej: 2002 (19 goli)
- Najlepszy asystent ekstraklasy słoweńskiej: 2002 (22 asysty)
- Najlepszy punktujący ekstraklasy słoweńskiej: 2002 (41 punktów)